# Heliococcus atraphaxidis
Heliococcus atraphaxidis är en insektsart som beskrevs av Bazarov 1963. Heliococcus atraphaxidis ingår i släktet Heliococcus och familjen ullsköldlöss. Inga underarter finns listade i Catalogue of Life.